# 달려라 삼총사
《달려라 삼총사》는 MBC에서 1976년 11월 1일부터 1977년 4월 1일까지 방영한 어린이 연속극이다.

## 등장 인물
- 홍종현
- 박종범
- 손창민
- 신민경
- 김지훈
- 정상수
- 강남길
- 임예진
- 송승환
- 김형중
- 윤수원
- 서진원
- 이영수
- 이동수
- 박재호
- 박현
- 전호진
- 윤활
- 조남주
- 최유리
- 최불암
- 김혜자
- 유명옥
- 박은수
- 문영애
- 김영옥
- 김기일
- 반효정
- 홍성민
- 김호성
- 임채무